# Kaplica Bożego Grobu w Przeworsku

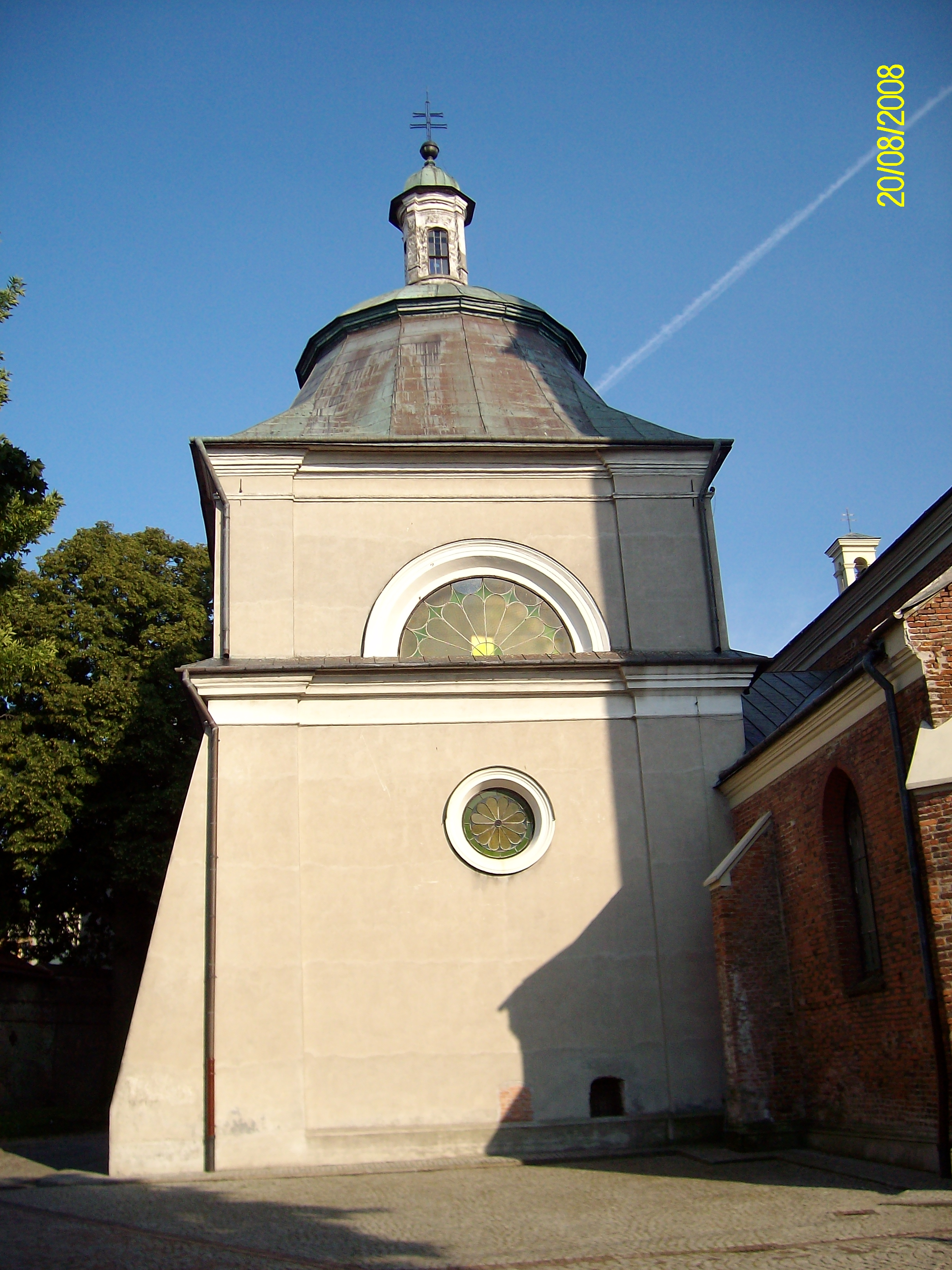
Kaplica Bożego Grobu

Kaplica Bożego Grobu w Przeworsku – kaplica przy bazylice kolegiackiej w Przeworsku, w której znajduje się stały ołtarz będący wierną repliką z bazyliki Grobu Świętego w Jerozolimie.
Istnienie kaplicy związane jest z zakonem Kanoników Regularnych Stróżów Grobu Chrystusowego zwanych bożogrobcami lub miechowitami, którzy przybyli do Przeworska w 1394 roku, sprawując w tej parafii posługę do 1846 roku.
Prace nad dobudowaniem kaplicy do bazyliki rozpoczęte zostały w 1697 roku, zaś konsekrację przeprowadzono w 1727 r. W wydanym po raz pierwszy w 1786 r. opracowaniu pt. „Geografia (...) Galicyi i Lodomeryi” autorstwa hrabiego Ewarysta Andrzeja Kuropatnickiego przy opisie Przeworska czytamy: ...zdobi to miasto kościół wspaniały i w wyborne malowania obfity z kaplicą według prawdziwego rozmiaru grobu Chrystusowego w Jeruzalem. W której to kaplicy są groby domu xiążąt Lubomirskich, dziedziców i fundatorów, i wielu zacnych zakonnych prałatów, którzy tu mają probostwo kanonicy grobu Chrystusowego.
W połowie XIX w., po śmierci ostatniego z przeworskich bożogrobców, kaplica została zamknięta i opuszczona. W latach 1968–1969 kaplicę uporządkowano i wyremontowano, m.in. odtwarzając sztukaterię, przywrócono też wykonaną w 1821 r. polichromię.
Kaplica posiada wyraźnie barokowy wystrój. Wejście do niej prowadzi przez bogato zdobione odrzwia z czarnego marmuru z drzwiami z kutego żelaza. We wnętrzu na centralnym miejscu znajduje się wykonany w 1712 roku Boży Grób. W jego ścianę został wmurowany jako relikwia kamień z jerozolimskiego oryginału. Ściany zdobi neoklasyczna dekoracja malarska z około 1845 roku z fragmentem starej polichromii. Na ścianach bocznych znajdują się ołtarze z XVIII wieku: „Złożenie do Grobu” oraz „Niewiasty i uczniowie przy pustym Grobie”.
Dziś kościół wraz z kaplicą Grobu Pańskiego stanowi sanktuarium, a także atrakcję turystyczną. W 2007 obiekt zajął 5. miejsce w plebiscycie gazety „Nowiny” na 7 cudów Podkarpacia.
W podziemiach kaplicy spoczywają między innymi członkowie rodu Lubomirskich oraz prepozyci klasztoru Bożogrobców:
- Józef Lubomirski i jego dwie żony: Katarzyna Lubomirska z Bełżyckich oraz Teresa Lubomirska z Mniszchów
- Dorota Lubomirska
- Henryk Lubomirski
- Andrzej Lubomirski
- Franciszek Chodowicz
- Piotr Gogoliński
- Wacław Muratowicz
- Józef Drozdowski
- Teofil Zaczyński